# 全世界世界语者青年组织

全世界世界语者青年组织（TEJO - Tutmonda Esperantista Junulara Organizo）是青年世界语使用者的组织（35岁及以下）。现在有46个国家协会会员，并且与13个国家组织保持着联系。TEJO自身是国际世界语协会的分支机构。
TEJO每年在世界不同的国家及线上组织国际世界语青年大会(Internacia Junulara Kongreso - IJK)。大会持续一周，举办包括演讲、音乐会、演出、郊游及其它吸引年轻人的文娱活动。TEJO每年还举行其他形式的青年研讨会，这些活动把各国的青年团体联系在一起，并讨论具体的问题。过去的研讨会关注过“人权”、“全球化”、“语言问题”、“反歧视”和“互联网”等议题。持续一周的研讨会还常常包括培训活动，让参与者不仅经历国际讨论，也能获得新的能力。
TEJO出版两个刊物《接触》和《TEJO全球》，以及网络版的通讯《TEJO-aktuale》。《接触》是社会文化杂志，面向青年读者，包括初学者，以简单的文字刊登青年感兴趣的各类话题文章。《TEJO全球》刊载有关国际青年世界语活动的新闻。《TEJO-aktuale》传播全球世界语界的最新消息。
TEJO运营着护照服务，即世界语使用者的沙发客网络，各国的注册者可以展示自己的信息及要求，免费招待讲世界语的来访者。

## 历史
在TEJO之前，已经有成立青年组织的。在1920年代，有全世界世界语青年协会，从1920年始，并有刊物《世界语者青年界》。
TEJO最初大部分是由世界语教师组成的。两个荷兰教师，Elisabeth van Veenendaal和她的丈夫，于1938年在荷兰的Groet为来自10年国家的讲世界语的孩子们组织了一次聚会，国际青年会议。会议期间，八月十四日，全世界青年组织诞生了。其目的为宣传世界语，安排国际性的聚会和学校中的世界语工作。1939年在比利时的小城Tervuren召开了第二次会议。那时，TJO已经拥有来自20多个国家的800多名会员。
然而，TJO由于第二次世界大战面临了过早的停止。直到1945年它仍没有重新恢复。1947年，国际青年大会在英国的Ipswich被从新举办，并出版了刊物《青年生活》。
不久，当更多的年轻人来组织它的工作时，TJO变得更象一个青年组织。在1951年，TJO的领导层全部是青年人了，从1938年到此时主席一直就是荷兰教师Pieter Krijt。1952年，为适应这一新起步，该组织正式改变了其原名为现在的名子，全世界世界语者青年组织。
1956年，TEJO成为国际世界语协会的分支。1971年，TEJO的资金和管理完全合在一起。
在TEJO，象在其它青年社会一样， 50－60年代带来了许多的变化和政治性，TEJO在社会主义的波兰（1959年波兰格旦斯克）组织了自己第一次的大会，制定了第一个工作计划，开始用世界语向青年人出版国际社会-文化杂志，及现在的《接触》。采纳了阿根廷人的为世界语旅游者提供招待的活动，护照服务。
基础建设，TEJO开始与其它非世界语青年组织建立联系。外事委员会与非世界语青年组织合作，这一时期越来越活跃， 1965年九月在南斯拉夫，组织了几次社会-文化营。
70和80年代，TEJO不断地加强和发展自己的工作，更好地完善自己的服务和已提出的计划。TEJO大的发展步伐是在欧洲青年中心法国的斯特拉斯堡组织了以青年的当代社会为题的活动营。
在80年代，TEJO的未来受到了威胁，当时，两个领导Elisabeth Schwarzer 和 Martin Haase向委员会建议本质上了结TEJO的计划及向UEA移交领导责任。然而，这一建议引来了强烈的内部对立。该建议当然没有被接受。1987年，TEJO在波兰的克拉克夫为世界语百年举办了最大的国际青年大会。
90年代，TEJO内部是变得更全球化地职业性了。TEJO的机关刊物《接触》，在经历了变故后更能满足读者的期望了。TEJO于1995年继承了前德国青年世协在波恩的办公室，以及其鹿特丹的办公室，借助于欧洲青年论坛和联合国更加活跃于组织青年政治活动。

## 参看
- Tutmonda Esperanto-Asocio Junulara （页面存档备份，存于）
- Prezidantoj de TEJO （页面存档备份，存于）
- Volontuloj de TEJO （页面存档备份，存于）
- TEJO/KER-seminarioj （页面存档备份，存于）

## 连接
- Oficiala retpaĝaro de TEJO （页面存档备份，存于）
- Tutmonda Esperantista Junulara Organizo （页面存档备份，存于）